# リュカ・グルナ＝ドゥアト
リュカ・グルナ＝ドゥアト（Lucas Gourna-Douath, 2003年8月5日 - ）は、フランス・ヴィルヌーヴ＝サン＝ジョルジュ出身のサッカー選手。ASローマ所属。ポジションはMF、DF。

## クラブ経歴
2018年にASサンテティエンヌの下部組織に入団し、2020年5月6日に16歳にしてクラブと自身初のプロ契約を結んだ。同年9月12日、リーグ・アンのRCストラスブール戦にてトップチームデビューを果たした。
2022年7月13日、レッドブル・ザルツブルクに移籍し、5年契約を交わした。
2025年2月3日、ASローマに買取オプション付きのレンタルで移籍した。